# Уцуй
Уцу́й (кит. упр. 乌翠, пиньинь Wūcuì) — район городского подчинения городского округа Ичунь провинции Хэйлунцзян (КНР). Название района образовано из названий ранее существовавших здесь районов Умахэ и Цуйлуань.

## История
В первой половине XX века эти земли находились под юрисдикцией уезда Танъюань. В 1943 году здесь прошла железная дорога и возникла станция Цуйлуань (翠峦站).
В 1952 году был образован уезд Ичунь, и здесь в 1953 году появились посёлки Умахэ (乌马河镇) и Цуйлуань (翠峦镇).
В 1957 году уезд Ичунь был преобразован в городской округ, при этом посёлки Умахэ, Уминьхэ и Ичунь объединены в район Исинь (伊新区), а посёлок Цуйлуань был преобразован в район Цуйлуань.
В 1964 году был образован район Уминьхэ (乌敏河区), а район Исинь был разделён на посёлок Ичунь и район Идун (伊东区). В 1966 году район Идун был присоединён к району Уминьхэ.
В 1983 году район Уминьхэ был переименован в Умахэ.
В 2019 году было проведено крупное изменение административно-территориального деления городского округа Ичунь, в ходе которого старые районы были расформированы, а на землях бывшего района Цуйлуань и западной половины района Умахэ был образован новый район Уцуй.
1. ↑  国务院第七次全国人口普查领导小组办公室 中国人口普查分县资料—2020 (кит.) — 北京市: 中国统计出版社, 2022. — 983 с. — ISBN 978-7-5037-9772-9